# ヨハン・コンラート・ファン・ハッセルト

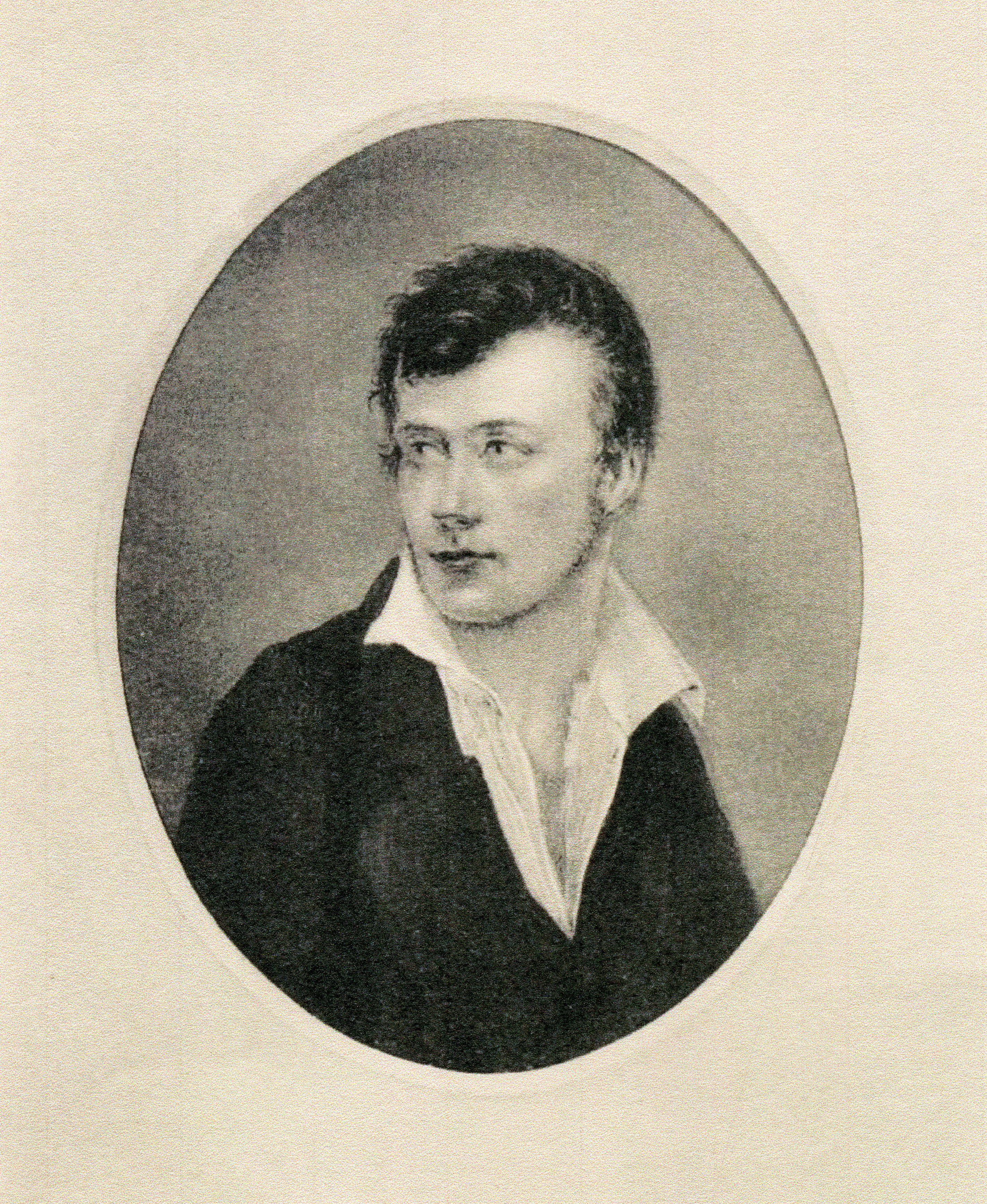
Johan Coenraad van Hasselt

ヨハン・コンラート・ファン・ハッセルト（Johan Coenraad van Hasselt、1797年6月24日 - 1823年9月8日）は、オランダの医師、動物学者、植物学者、菌学者である。

## 略歴
ドゥースブルフに生まれた。1815年にフローニンゲンに移り、1816年にフローニンゲン大学に入学し医学を学んだ。この大学でドイツ生まれのハインリヒ・クール（Heinrich Kuhl）と知り合い、友人となった。2人は動物学の分野の成績を争い、同時にフローニンゲンの物理・化学学会の会員に選ばれた。1818年に二人はドイツを徒歩で旅行し、ファン・ハッセルトは医学を学びながらスイスやフランスを訪れ、1820年にフローニンゲンに戻り、医学の学位を得た。
1820年に、クールとともに当時オランダの東インド会社の植民地であったジャワ島中部の動植物の探検調査に出発した。剥製の専門家で博物画家のファン・ラアルテン（Gerrit van Raalten）を伴い、1820年7月にテセルを出航し、ココス島などを経由して、12月にバタヴィアに到着した。厳しい風土のためクールは8ヶ月後に病死したが、ファン・ハッセルトはその後2年間、探検を続けた。1823年8月、クールと同じく病気になり、駐在地としていたバウテンゾルグ(Buitenzorg、現ボゴール)にもどるが、一ヶ月後に死亡した。ファン・ハッセルトの探検の成果はファン・スウィンデル（Theodorus van Swinderen）や デ・ハーンに手紙で知らされ、哺乳動物の200の骨格標本と200の毛皮、2000の鳥の剥製、1400の魚類標本、300の爬虫類、両生類の標本と、大量の昆虫や甲殻類の標本をライデン自然史博物館に送った。

## 著作
- Heinrich Kuhl and Johan Coenraad van Hasselt. 1820. Beiträge zur Zoologie und Vergleichende anatomie (Contributions to zoology and comparative anatomy). Ed. Hermann. 212 pp.
- 1820 Dissertatio medico-anatomical observation of metamorphosi inauguralis exhibens quarumdam partium Ranae temporariae. Ed apud I. Oomkens. 51 pp.